# Orde van de Unie

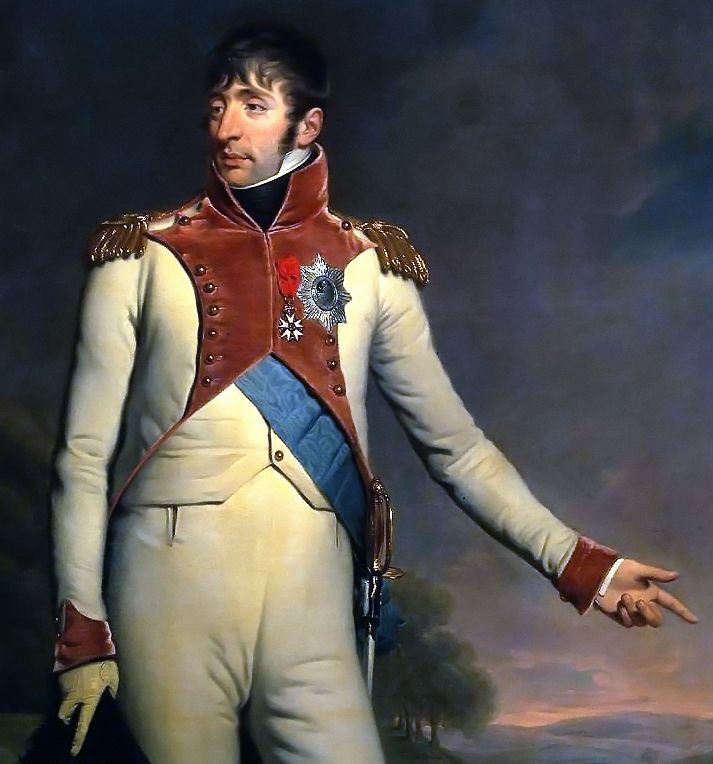
Lodewijk Napoleon met ster en grootlint van zijn orde

De Orde van de Unie is een ridderorde die in 1806 werd gesticht onder het bewind van Lodewijk Napoleon, toendertijd koning van Holland. De orde werd in 1811 afgeschaft toen het Franse Keizerrijk het Koninkrijk Holland inlijfde. De orde werd opgevolgd door de Orde van de Reünie.
Lodewijk Napoleon was zeer wispelturig, wat ondanks zijn korte bewind onder andere resulteerde in een zevental varianten van de orde. De vorm, rechtsgrond en versierselen van deze varianten zijn min of meer gelijk. Het gaat dan ook ondanks de verschillende namen om een en dezelfde orde.
De verschillende varianten zijn:
- Orde van de Unie (12 december 1806 – 13 februari 1807)
- Koninklijke Orde van Verdiensten (12 december 1806 – 13 februari 1807)
- Koninklijke Orde van Holland (13 februari 1807 – 23 november 1807)
- Koninklijke Orde van de Unie (23 november 1807 – 6 februari 1808)
- Koninklijke Orde der Unie van Holland (zo genoemd in het decreet van 6 februari 1808)
- Koninklijke Orde der Unie (6 februari 1808 – 1 april 1811?).

De Orde van de Unie (1806-1807) en de Koninklijke Orde van Verdiensten (1806-1807) gingen op in de Koninklijke Orde van Holland (1807). Deze nieuwe orde werd vervolgens de Koninklijke Orde van de Unie (1807-1808) of de Koninklijke Orde der Unie van Holland (1808) en uiteindelijk de Koninklijke Orde der Unie (1808).
De chaotische geschiedenis van de orde heeft sommigen ertoe gebracht te stellen dat de Koninklijke Orde van Holland in 1807 werd opgeheven. Andere auteurs zoals Schutte, Van Zelm van Eldik en George Sanders benadrukken de continuïteit. Zij laten de in 1806 opgerichte orde tot na het opheffen van het Koninkrijk Holland bestaan. De continuïteit blijkt ook uit een brief, men zou van een circulaire kunnen spreken, waarin aan Grootkanselier Van der Goes van Dirxland wordt uitgelegd dat al deze orden in werkelijkheid één enkele orde zijn.

## Voorbereiding van de ordestichting

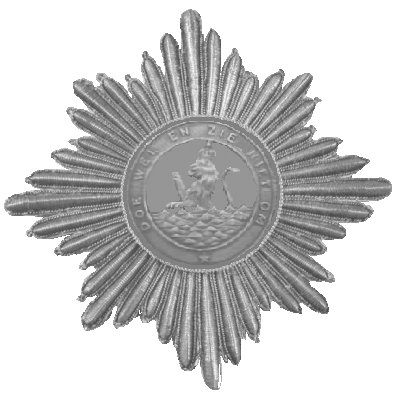
Geborduurde ster uit de regeringsperiode van Lodewijk Napoleon (particuliere verzameling, Groningen)

Lodewijk Napoleon was de jongere broer van Napoleon I en werd op 6 juni 1806 "Zijne Majesteit Lodewijk Napoleon door de genade Gods en de constitutie des rijks Koning van Holland, Connétable van Frankrijk".
De Bonapartes omringden zich met pracht en praal en ook Lodewijk Napoleon wenste zijn koningschap met een ridderorde luister bij te zetten. Nederland, dat eeuwenlang een republiek was geweest, kende geen eigen ridderorde. Daarom schreef de koning op 24 augustus 1806 vanuit Aken aan zijn keizerlijke broer: "Je désirerais former un ordre de l'Union. Cela fera un grand bien. Je supplie V(otre) M(ajesté) de me dire si elle approuve le dessin que j'ai la liberté de lui adresser. Il sera simplement honorifique, sans aucune espèce de traitement. La devise qui est autour signifie: L'Union fait notre force". (Nederlands: "Ik wens een ridderorde in te stellen. Het zal veel goeds doen. Ik verzoek Uwe Majesteit om toe te stemmen en aan het ontwerp waarvan ik de vrijheid neem om haar aan u voor te leggen uw goedkeuring te verlenen. Het zal een erekruis zijn waaraan geen voorrechten verbonden zullen worden. Het devies is van belang en zal Eendracht maakt macht luiden.")
Het meegezonden ontwerp was door een op 2 juli ingestelde commissie voorgedragen. De Staatsraad van Holland had de minister van Binnenlandse Zaken opgedragen om een commissie uit haar midden voor te zitten die de instelling van "een ridderorde, genaamd de Orden van de Unie" moest voorbereiden.
Minister Maarten van der Goes van Dirxland presenteerde al op 9 juli een ontwerp voor een orde met vier graden: "Grootkruisen, Commandeurs, Ridders en Schildknapen". De orde zou een kapittel en een ordefeest kennen. De staatsraad ging met het voorstel akkoord en liet ontwerpen voor het ereteken maken.
Het ontwerpdecreet van 11 juli 1806 geeft een beschrijving van het kleinood van de orde. Het zou "een gekroond Maltezer kruis rustend op een anker" moeten worden. Op de voorzijde zou een rustende, naar het leven getekende en niet heraldische leeuw met een zwaard en de traditionele pijlenbundel moeten prijken. De keerzijde zou een afbeelding van drie ineengeslagen handen vertonen die "het civiele, het militaire en de geestelijkheid" symboliseerden.
De koning keurde de door de schilder Charles Howard Hodges (1764-1837) geschetste leeuw en de door een minder getalenteerde anonymus getekende handen af. Ook de door Van der Goes en ambassadeur Gerard Brantsen ingeschakelde keizerlijke hofschilder Jean Baptiste Isabey voorgelegde schetsen vielen niet in goede aarde. De minister zond potloodschetsen, mogelijk door koningin Hortense zelf vervaardigd, en een verzoek om drie schetsen van kruisen met het randschrift "Voor Koning en Vaderland" en de datum "5 juli 1806". De Fransman leverde al op 23 juli vijf ontwerpen waarvan de in Mainz verblijvende koning er, op advies van Brantsen en Van der Goes, één uitzocht met de instructie dat het witgeëmailleerde Maltezer kruis gouden vlammen in de armen diende te krijgen waar Isabey een onduidelijk ornament had getekend.
De koning koos nu voor het motto "Eendracht maakt macht". De datum zou door een portret van de vorst vervangen worden. Op 3 augustus wijzigde de koning het motto in "Eendracht maackt onze Hoop en Magt" en kreeg Isabey opdracht om een ster en een kruis met dit motto en een gouden leeuw op een wit veld als medaillon te ontwerpen. De hier beschreven wispelturigheid van de koning is een treffend voorbeeld van zijn bestuursstijl die door tijdgenoten met de woorden "ordre, contre-ordre, désordre" werd gekenschetst. De Orde van de Unie werd ook verder geplaagd door voortdurende koninklijke wijzigingen in naam, organisatie en uiterlijk.
Op 16 augustus kreeg de nu in Wiesbaden verblijvende vorst de bestelde tekeningen per koerier toegezonden. Hij schrapte het gewijzigde randschrift weer en zond de gebundelde tekeningen van Isabey op 24 augustus met een brief aan zijn broer in Parijs. De tekeningen zijn in een Parijs archief bewaard gebleven. De Franse keizer reageerde afwijzend. Hij maande met de woorden "Il ne faut rien précipiter. Allez lentement" tot kalmte. Het zou beter zijn niet op de kroning vooruit te lopen en "langzaamaan te doen".
De dadendrang van Lodewijk Napoleon was desondanks niet te stuiten en hij bleef zijn broer bombarderen met voorstellen voor een ridderorde die alle werden afgewimpeld. De Hollandse koning licht in een brief vanuit Aken op 7 september zijn voornemens toe met de constatering dat zijn onderdanen "froids et menés par les idées républicaines" zijn. Alleen een ridderorde zou "l'esprit égoïste des négociants" kunnen veranderen. Een ridderorde moest dus het gebrek aan enthousiasme, de republikeinse gezindheid en de egoïstische kruideniersmentaliteit in hun tegendeel doen verkeren.

## Stichting van twee ridderorden
Bij terugkomst in Den Haag stichtte Lodewijk Napoleon op 12 december 1806 niet één, maar twee ridderorden. Zij kregen de namen "Groote order van de Unie" en "Koninglijke Orde van Verdiensten". De Grote order zou dertig "Groot-Kruissen" tellen en de Orde van Verdiensten zou vijftig commandeurs en driehonderd ridders tellen. Op 1 januari 1807 werden de eerste ridders in die laatste orde benoemd.
De Franse keizer reageerde furieus op het in de wind slaan van zijn aanwijzingen en adviezen. Hij schreef op 7 januari vanuit Warschau dat Lodewijk "te lichtvaardig en te ras handelde". Hij noemde het stichten van orden "une chose ridicule". Dat zijn broer dan ook nog twee ridderorden tegelijk stichtte, terwijl het Legioen van Eer in de woorden van de keizer "n'a pas jamais consideré comme un ordre de chevallerie", dus in niemands ogen een ridderorde was, bracht de keizer ertoe om aan te bevelen niemand te benoemen en de zaak te laten rusten. Napoleon beklaagde zich ook dat "u mij consulteert maar nooit doet wat ik u zeg". Bij deze machteloze uiting van keizerlijke verontwaardiging bleef het voorlopig.
De wispelturige Lodewijk verenigde beide orden op 13 februari 1807 en noemde de zo ontstane orde "Koninklijke Orde van Holland". Deze werd op 23 november van datzelfde jaar de "Koninklijke Orde van de Unie", die op 6 februari 1808 "Koninklijke Orde der Unie" ging heten.
Thorbecke brak zijn staf over de juridische gang van zaken. Hij meende dat Lodewijk Napoleon niet de "Koninklijke weg" had gevolgd maar de orde in een "geheim decreet" had ingesteld. Dat misverstand werd door andere schrijvers overgenomen maar door Van Zelm van Eldik weerlegd. De "Hoogmogende" volksvertegenwoordigers hebben op 12 december 1806 het koninklijke voorstel in een besloten zitting van het voormalig "Wetgevend Ligaam", dat ook "Hunne Hoogmogendheden" heette, goedgekeurd. In zijn koninklijke boodschap en considerans stelde Lodewijk Napoleon vast dat "Holland onder de Monarchiën de eenigste is, in welke geene Ridder-Orde bestaat".

## Organisatie van de Hollandse orden

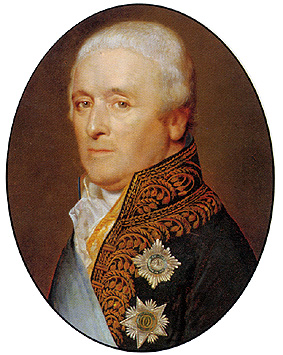
Adriaan Pieter Twent van Raaphorst met het lint van de Orde van de Unie in 1809

De wet van 12 december 1806 voorzag in de benoeming van een kapittel dat uit de drie oudste commandeurs en ridders moest bestaan. Samen met de grootkanselier zouden zij de "Chef, Grootmeester en Stichter van de Orden", en zijn opvolgers, bijstaan bij het administreren van de twee ridderorden. Aangezien de Orde van de Unie een "Grote Orde" met uitsluitend grootkruisen was, zal de wet alleen leden van de "Orde van Verdienste" hebben bedoeld.
Op diezelfde 12e december werd vastgelegd dat de Orde van de Unie een Grootkanselier met de Orde van Verdienste zou delen.
De koning benoemde op 16 december Maarten van der Goes van Dirxland tot grootkanselier en de heren Van Kinsbergen, van Styrum, Dumonceau, De Winter, van Zuylen van Nyevelt en Twent van Raaphorst tot kapittelridders.
Op 16 december 1806 werd in een decreet de "Groote Raad van de Orde van de Unie" gesticht. Op 14 februari werd zij alweer vervangen door het kapittel. In strijd met zijn belofte aan de keizer had de Hollandse koning in het eerste decreet pensioenen, of jaargelden, aan de ridders en commandeurs beloofd. In het tweede decreet werd ook de mogelijkheid tot het uitbetalen van pensioenen aan de grootkruisen genoemd.
De koning zal aan het voorbeeld van het Franse Legioen van Eer hebben gedacht dat ruime pensioenen uitbetaalde aan haar ridders. De koning was zelf commandant, groot-adelaar en lid van de Grote Raad van het Legioen van Eer waarin hij zichzelf en zijn daarin zetelende verwanten hoge pensioenen had toegekend.
De koning gelaste dat de Koninklijke Orde van Verdienste ieder jaar zestigduizend gulden zou ontvangen voor haar uitgaven. Waarom deze zo hoog waren is onduidelijk want Hollandse ridders moesten zelf hun versierselen kopen. Op 26 december deed Lodewijk Napoleon wat ook zijn broers en zwager al hadden gedaan; hij bepaalde dat de bezittingen van de oude Orde van Malta in Oost-Friesland en alle in verband met het Continentaal stelsel in beslag genomen goederen in zijn koninkrijk, en in de bezette Duitse gebieden, aan de Orde van Verdienste zouden toevallen. Op 14 februari 1807 werd er, naast het kapittel, ook een Raad van Administratie van de Orde van Verdienste gevormd die de goederen moest beheren.
In 1807 werd iets meer dan 15.000 gulden aan pensioenen uitbetaald. De pensioenen werden op 6 december 1808 weer stilletjes afgeschaft door ze in het nieuwe statuut niet meer te vermelden. In hun plaats kwamen elf commanderijen of commenden die de commandeur ieder jaar 5.000 tot 10.000 gulden zouden opleveren. Tot het aankopen van commanderijen of het tot commende bestemmen van goederen is het niet gekomen.
De orde gaf haar geld vooral uit aan gouden en vergulde decoraties voor vreemdelingen, in 1809 was dat zeventienduizend driehonderdennegentien gulden dertien stuiver en acht cent ..., en de traktementen (salaris van ambtenaren) en pensioenen van de staf. Een feestelijke maaltijd in Amsterdam had de orde dat jaar meer dan zevenduizend gulden gekost. Verder waren er de kosten van de - in die tijd hoge - porto, papier, zegellak en inkt.
In 1809 werden ook de goederen van de Orde van Malta in Twente, de Commende van Ootmarsum, door de Orde van Verdienste in bezit genomen.

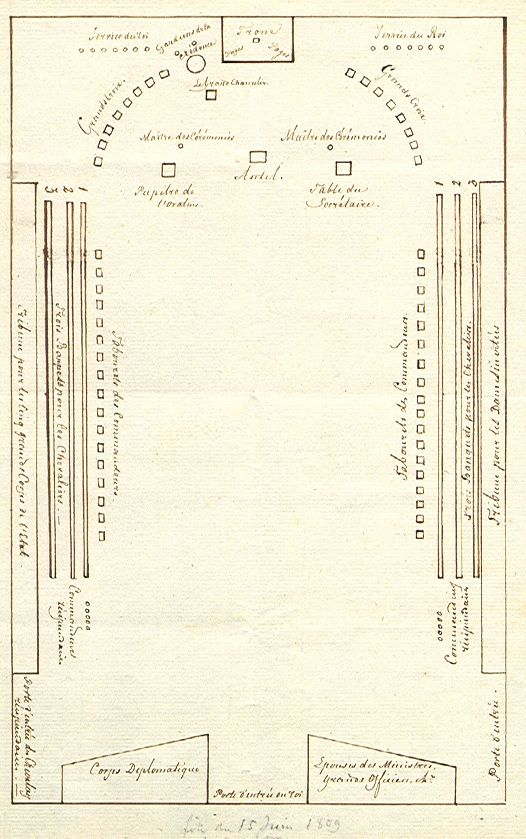
Placement bij het derde feest van de Koninklijke Orde van de Unie in juni 1809

## Ceremonieel van de Orde van de Unie
De stadhouders hebben een hofhouding met een strenge etiquette gekend maar al wat Nederland op dat gebied gezien had werd door Lodewijk Napoleons hof in de schaduw gesteld. De koning spiegelde zich aan het hof van zijn keizerlijke broer die gaandeweg bijna al de vormen van het hof van de Bourbons weer invoerde.
De Orde van de Unie speelde een grote rol in de pracht en praal van het Koninkrijk Holland. Er werden diners voor de ridders georganiseerd en de uitreiking van de versierselen op 's-konings verjaardag was een grootse plechtigheid.

Om een en ander in goede banen te leiden werden er naast de ceremoniemeesters en maarschalken van het hof ook officieren van de Orde van de Unie benoemd. De orde kende een "Grootkanselier, Groot Thésaurier, Redenaar, Historiograaph en wapendrager". Alleen van de eerste vier functies staat vast dat zij ook zijn vervuld.
De redenaar, er zijn er twee geweest, hield ieder jaar een lofzang op de koning en herdacht de in het voorgaande jaar gestorven leden. Deze redevoeringen waren zoals in die tijd gebruikelijk vol van pathos, in 1807 werden deze woorden gesproken:
"Ik gevoel, dat nu reeds de aandoening en droefheid mij overmeesteren, en nog moet ik van Conrad en van Rau spreken! Vergeef het mij indien ik, overstelpt door de teederste gemoedsbewegingen aan hunne verdiensten niet al het regt kan doen wederevaren 't welk zij billijk eischen konden. Indien mijne beevende lippen geene loftrompet kunnen doen klinken en het diepst gevoel van 't geen Uwe Majesteit, van 't geen deze Orde, het land, de gansche Maatschappij verloren, mij slechts zuchten en tranen veroorlooft." Om over Frederik Willem Conrad te besluiten met "hij was zachtzinnig en toegevend maar onverzetbaar in het goede, hij was bescheiden, vriendelijk, goedhartig, het vertrouwen en de vraagbaak zijner meerderen, de liefde zijner ondergeschikten, hij was waardig de hooge erenaam van mensch te dragen, en op zijn grafzerk schrijve men met onuitwisbare letteren: Hier rust de zedige verdienste".
Het "Ceremonieel voor de uitdeeling der Decoratiën voor de Koninklijke Orde van Verdiensten" werd door Lodewijk Napoleon "geärresteerd" en op 10 februari 1807 in de Koninklijke Courant gepubliceerd.

Achter een drie-voet in de vorm van een antiek altaar zou de koning plaatsnemen. De dames zouden achter een balustrade die rond de troonzaal zou lopen een stoel krijgen terwijl de ridders bleven staan.

Een tekening laat zien dat de grootkruisen op tabourets plaatsnamen die in een halve cirkel vóór de troon stonden. De commandeurs kregen taboeretten langs de wanden toegewezen.
Terwijl muziek speelde en saluutschoten werden afgevuurd, zou de koning de pasbenoemde ridders een voor een de decoraties uitreiken. Zij mochten daarvoor "tot de tweede trede van den Troon" klimmen.

De decoraties lagen op een gouden schaal die door de Groot-Ceremonie-Meester werd vastgehouden.
De Hollandse koning troonde omringd door tal van grootofficieren van zijn huis zoals de groot-jager-meester en de groot-ecuyer terwijl pages op de treden van de troon zaten.
Een dergelijk ceremonieel was in Nederland ongekend.
De wijze waarop de koning zichzelf, zijn hof en zijn ridderorde presenteerde moest zijn nog wat onwennige onderdanen duidelijk maken dat Holland een koninkrijk was met een vorst die een positie boven alle anderen innam. De stadhouders waren, tenminste formeel, altijd de dienaren van de Staten-Generaal geweest. Zij hebben zich een dergelijk ceremonieel nooit veroorloofd.
In de openbaarheid trad de orde niet. Er waren geen religieuze plechtigheden of optochten en er zijn geen schilderijen of afbeeldingen van de bijeenkomsten bekend. De katholieke Lodewijk Napoleon en zijn voornamelijk protestantse ridders zouden ook moeilijk samen een religieuze plechtigheid hebben kunnen bijwonen. De Hollandse bevolking zal afgezien van een blauw lint om de hals of op het revers van een notabele niets hebben gezien en geen ander levensteken van de orde hebben vernomen dan de gepubliceerde verslagen in de Staatscourant.
Inhoudelijk had de orde niets te betekenen. Er waren geen voorrechten en de ridders waren geen koninklijke raadsheren zoals dat bij de Orde van het Gulden Vlies ooit het geval was geweest.

## Motto
Over de herkomst van het motto "Eendracht maakt macht" zijn verschillende theorieën. Men kan in een concordantie op de Bijbel een aantal verwijzingen vinden naar de voor- en nadelen van omzien, men kan aan een Frans gezegde "fay ce que doit, advienne que pourra" denken en ook aan een goed bij het begrip "unie" passende verwijzing naar het contrast tussen de eenheidsstaat en de oude republiek die immers een statenbond was.
Men schrijft het motto toe aan Bilderdijk, die de koning Nederlands leerde en een fanatiek voorstander van een moderne eenheidsstaat was.
Voor de tekst op de keerzijde, "Doe wel en zie niet om", bedacht Bilderdijk voor Lodewijk Napoleon het beroemde ezelsbruggetje "D'ou elle ainsi ni d'homme". Het betekent zoiets als "Als het geen vrouw was moet het een man geweest zijn". De koning had veel moeite met het Nederlands.
In de vanwege de koning geschreven brief van 23 november 1807 heet het besef van een unie de grondslag van de orde te zijn wat voor de staatkundige uitleg pleit.

## Versierselen

### Versierselen van de Orde van de Unie

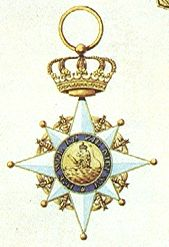
Voorzijde van het in 1807 ingevoerde derde ridderkruis van de Orde van de Unie

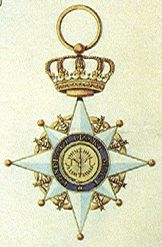
Achterzijde van het ridderkruis

De in 1806 voor een Orde van de Unie ontworpen kruisen en de ster zijn nooit in gebruik genomen. Het zeeblauwe lint met de smalle zwarte bies is dan ook niet gedragen. Er waren immers nooit leden benoemd. Het is niet bekend of er versierselen naar het ontwerp van Isabey zijn vervaardigd.
De in 1806 ingestelde Orde van de Unie had een "Grote Orde" moeten zijn. In een dergelijke orde zijn er geen graden en zijn alle leden ridder, grootcommandeur of grootkruis. Voorbeelden van dergelijke orden waren de Russische Orde van Sint-Andreas en de Orde van de Zwarte Adelaar. Lodewijk Napoleon was lid van deze orden.

### Versierselen van de Koninklijke Orde van Verdiensten
De Koninklijke Orde van Verdiensten en haar opvolgers kreeg een door onbekende hand ontworpen kruis, een ster en borstkruis en een keten. Maar deze versierselen werden steeds weer gewijzigd.
De door medailleur George Kockers vervaardigde kop van Lodewijk Napoleon werd na het samenvoegen van de orden vervangen door een uitkomende leeuw en is dus al snel weer van de kruisen verdwenen. Hiermee ontstond een kenmerkend verschil tussen het kleinood van het Legioen van Eer, waar de Franse keizer zelf wel op de kruisen stond afgebeeld en de Orde van de Unie.
De versierselen van de latere Koninklijke Order der Unie zijn vrijwel gelijk aan die van de Orde van Verdiensten.
De orde kende de volgende drie kruisen:
- Een portret van de koning op de voorzijde en een Nederlandse leeuw op de keerzijde. Dit was het kruis van de Orde van Verdienste. 12 december 1806 - 14 februari 1807.
- Een Nederlandse leeuw op de voorzijde en een uitkomende leeuw op de keerzijde. Dit was het kruis van de Koninklijke Orde van Holland. 14 februari 1807 - 23 november 1807
- Een uitkomende leeuw op de voorzijde en een pijlenbundel op de keerzijde. Dit was het kruis van de Orde van de Unie. 23 november 1807 - 1 april 1811

De volgende op de borst gedragen commandeurskruisen:
- Kruisen van zilver met een Nederlandse leeuw voor de Orde van Verdienste. 12 december 1806 - 14 februari 1807.
- Kruisen van zilver met de Nederlandse leeuw voor de Koninklijke Orde van Holland.
- Kruisen zonder portret of leeuw voor de Koninklijke Orde van Holland.
- Kruisen met blauwe emaillering voor de Orde van de Unie.
- Kruisen met zilveren letters "DW-E-ZN-O" op de met zilveren pailletten versierde armen voor de Orde van de Unie. September 1809

En sterren in drie uitvoeringen:
- Zilveren sterren met de Nederlandse leeuw voor de Orde van Verdienste.
- Zilveren sterren met de uitkomende leeuw voor de Koninklijke Orde van Holland.
- Zilveren sterren met een uitkomende leeuw en een blauw geëmailleerde ring voor de Orde van de Unie.

Alleen van het tweede model en het derde model ster zijn afbeeldingen en exemplaren bewaard gebleven.

#### Juweliers en brodeurs
De gouden versierselen van de orde, de kruisen of kleinoden, werden door een of meerdere juweliers in Amsterdam en Parijs met goedgekeurde mallen of stempels vervaardigd. De sterren waren echter het handwerk van tal van borduurateliers in Den Haag, Amsterdam, Parijs en Utrecht. De borduurders richtten zich naar tekeningen maar gebruikten ook hun fantasie. Er is dan ook een grote verscheidenheid in de sterren aan te treffen. Met zekerheid kan worden gesteld dat zij steeds geborduurd werden. Misschien waren de verloren gegane sterren en borstkruisen met diamanten wél van edelmetaal omdat men daarop gemakkelijk stenen kan plaatsen. Zekerheid daarover bestaat niet.

#### Kruisen en sterren

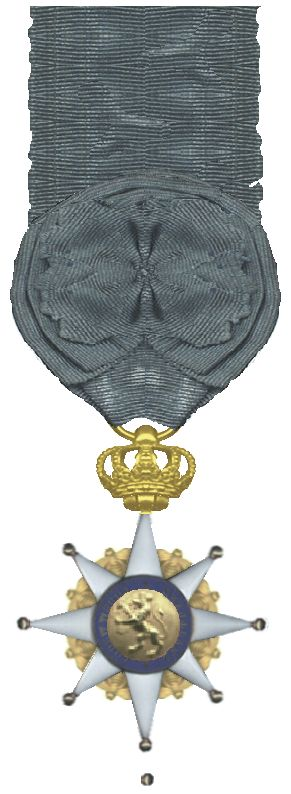
Keerzijde van het eerste type ridderkruis uit 1807

Op 16 december 1806 werden de kruisen, het lint en de ster van de Orde van Verdienste in een decreet vastgesteld. Het ging om een gouden kruis met wit email. In de armen van de vier lange en brede driehoekige armen werden vier gelijkvormige korte armen gelegd, alle armen droegen een gouden bal op de punt. Het kruis lijkt op een kompaskruis.
Het medaillon was van goud en droeg de beeldenaar des konings. Op de blauwe ring daaromheen stond in gouden letters "Lodewijk I Koning van Holland". Op de keerzijde stond een gekroonde Nederlandse leeuw, ontleend aan het wapen van de Staten Generaal en de Republiek der Zeven Verenigde Nederlanden, met op de blauwe ring het motto "Doe wel en zie niet om". Tussen de acht armen werden acht gouden bijen bevestigd. De bij was door Napoleon I als zinnebeeld van de familie Bonaparte gekozen en ging terug op de Merovingische Franse koningen. Boven het kleinood was als verhoging de koningskroon, zonder kruis op de kloot die de zes opstaande diademen dekt, aangebracht als verbinding tussen het kruis en het gewaterde zeeblauwe zijden lint.
Deze kroon wijkt af van de eerder goedgekeurde Kroon van Holland omdat het kruis als bekroning mist. Het christelijke symbool op de kroon ontbreekt op alle zegels, afbeeldingen en munten van Holland en verviel in 1808 in een tweede wapenontwerp helemaal.
In het begin van de negentiende eeuw was het nog gebruikelijk om een strik of rozet op linten aan te brengen. We zien ze bij alle ridderkruisen uit de tijd van Lodewijk Napoleon terug.
De ster zou een gouden plaat met negen pijlen zijn. Op deze plaat zou een zwemmende leeuw met het Latijnse omschrift "Luctor et Emergo", wat betekent "Ik worstel en kom boven", worden afgebeeld. Een dergelijke leeuw was al eeuwen het zinnebeeld van Zeeland en ook de spreuk is aan het Zeeuwse wapen ontleend.
Het is niet bekend wie deze versierselen heeft ontworpen. De ontwerpen van Isabey lijken geheel terzijde te zijn gelegd en ook het anker dat zo'n prominente rol in de eerdere ontwerpen kreeg is verdwenen.
Op 6 februari 1807 werd een met zilverdraad geborduurd commandeurskruis voor op de linkerborst voorgeschreven. Dit kruis was gelijk aan de keerzijde van het om de hals gedragen kruis van de commandeurs en zou dus een gekroonde Nederlandse leeuw als medaillon dragen.
Merkwaardig genoeg vermeldt het decreet dat het op de borst gedragen kruis de vorm van het kleinood zou krijgen terwijl portretten en tekeningen allen een kruis met vier armen laten zien dat qua vorm sterk van het kleinood afwijkt.
Op die zesde februari 1808 wijzigde de koning de versierselen andermaal. Het commandeurskruis dat op de borst werd gedragen moest nu hemelsblauw worden waar het eerder zilveren armen had. De leeuw en het motto moesten in het vervolg worden weggelaten. De ster van de grootkruisen zou een blauwe geëmailleerde ring krijgen en zestienkantig en regelmatig van vorm zijn.
De 302 ridders werd op 1 maart 1808 opgedragen nieuwe versierselen te kopen. Het medaillon met het portret van de koning en de gekroonde leeuw moest worden vervangen waarbij de oude keerzijde voorkant werd en de nieuwe keerzijde een pijlenbundel met daaromheen een ourobouros, een slang met zijn staart in de bek, werd. Bij bestaande ridderkruisen kon het medaillon worden gedemonteerd en vervangen.
Op 14 februari 1807 werd het versiersel alweer veranderd; op de keerzijde van het kruis moest nu een zwemmende, of juister gezegd "uitkomende", leeuw komen te staan. Het lint werd hemelsblauw. Met ingang van die dag waren de -ridderloze- Orde van de Unie en de Orde van Verdienste verenigd. In dit artikel beschrijven we de orde die "Koninklijke Orde van Holland" ging heten. Deze orde werd op 23 november van datzelfde jaar de "Koninklijke Orde van de Unie" die op 6 februari 1808 "Koninklijke Orde der Unie" maar vorm, rechtsgrond en versierselen bleven min of meer gelijk.
De kruisen zijn steeds van gelijke grootte gebleven, waarbij het commandeurskruis tweemaal zo groot was als het ridderkruis. Zo konden de medaillons van de kruisen worden verwisseld en hoefde niet het gehele kruis te worden vernieuwd. Er zijn losse medaillons van het op 16 december 1806 voorgeschreven type bewaard gebleven.
De keten van de Orde

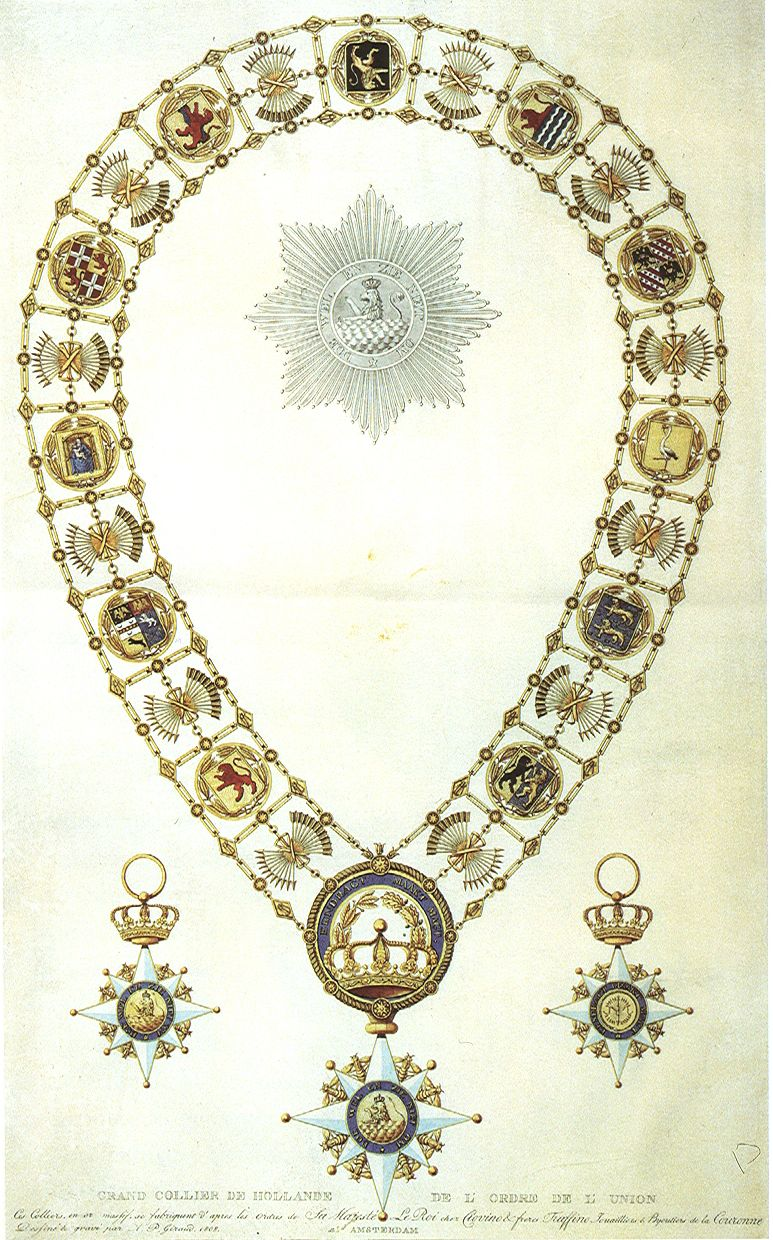
Grote Keten van de Orde van de Unie

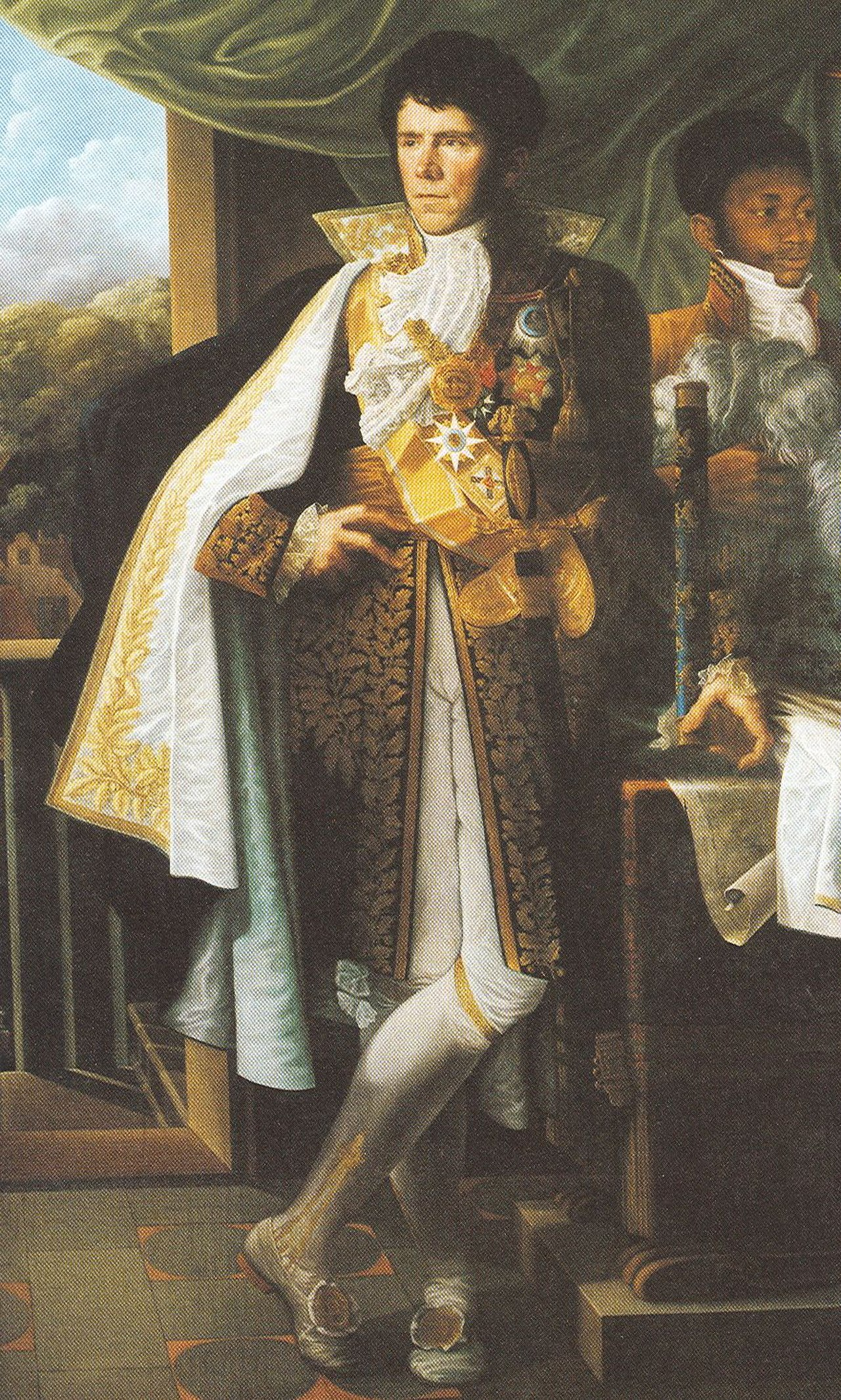
Graaf Dumonceau draagt op dit portret de keten van de Orde van de Unie en het grootlint van de Huisorde van de Trouw van Baden

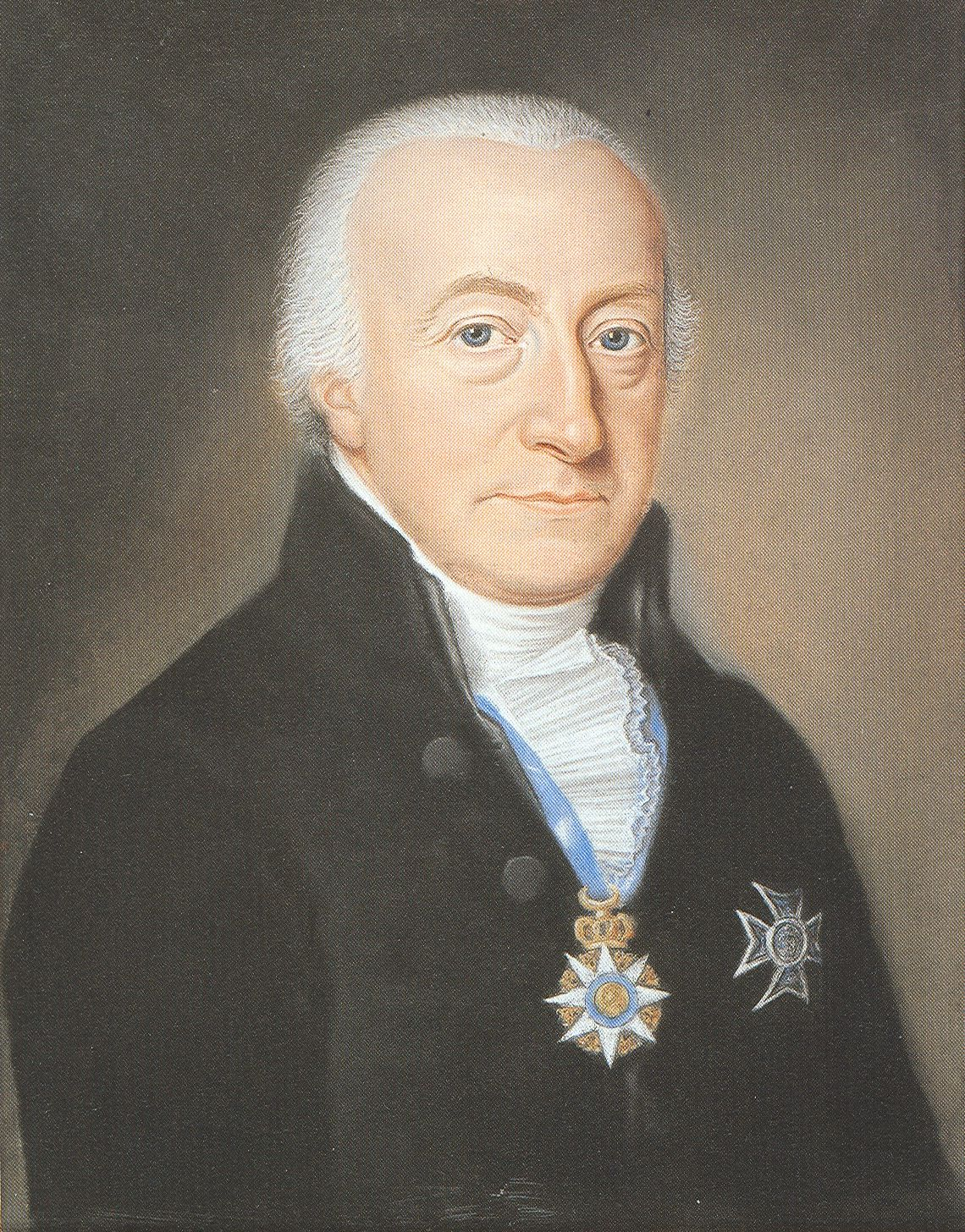
Egbert Lewe van Middelstum als commandeur in 1807

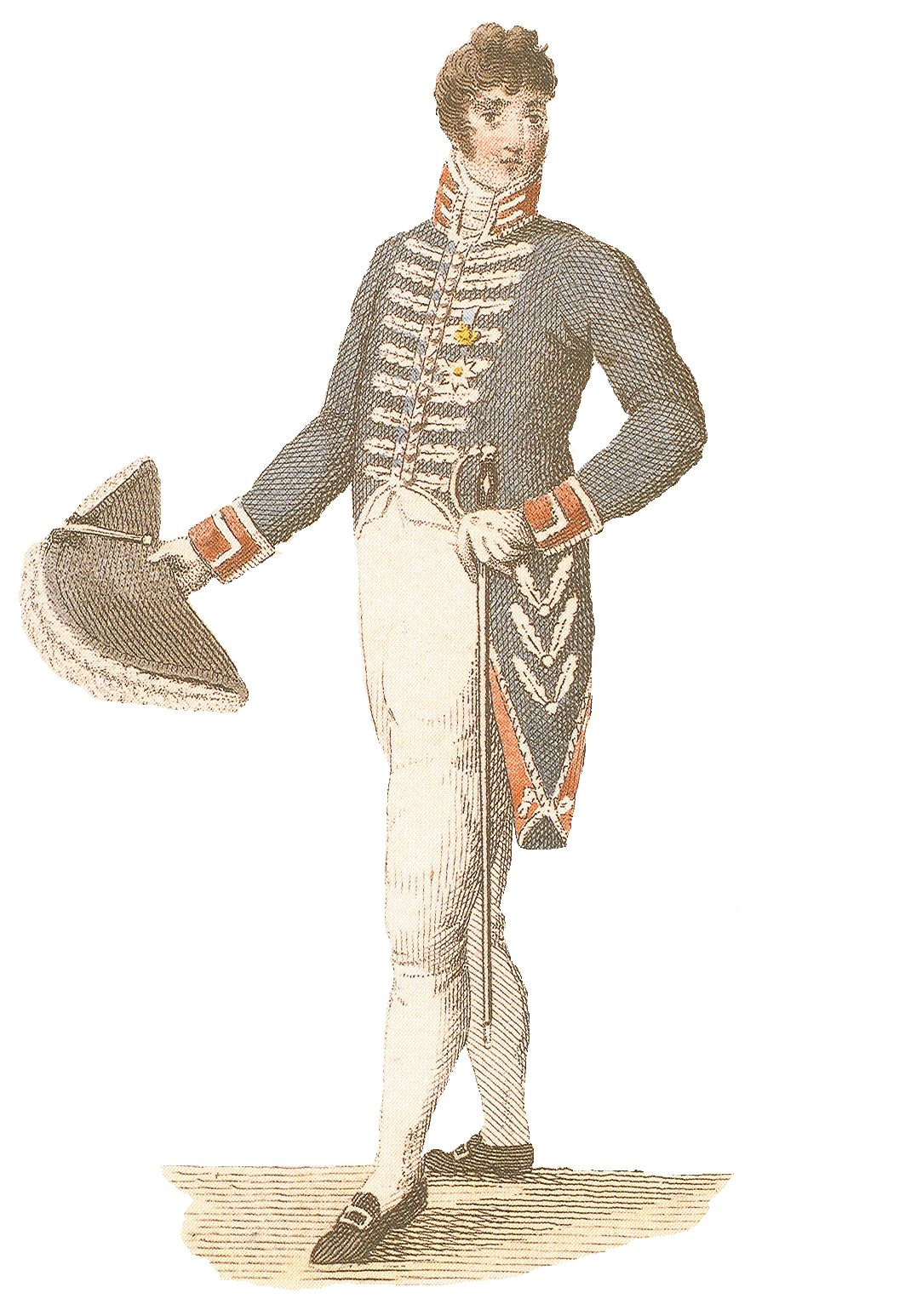
Kostuum van de orde van de Unie uit 1809

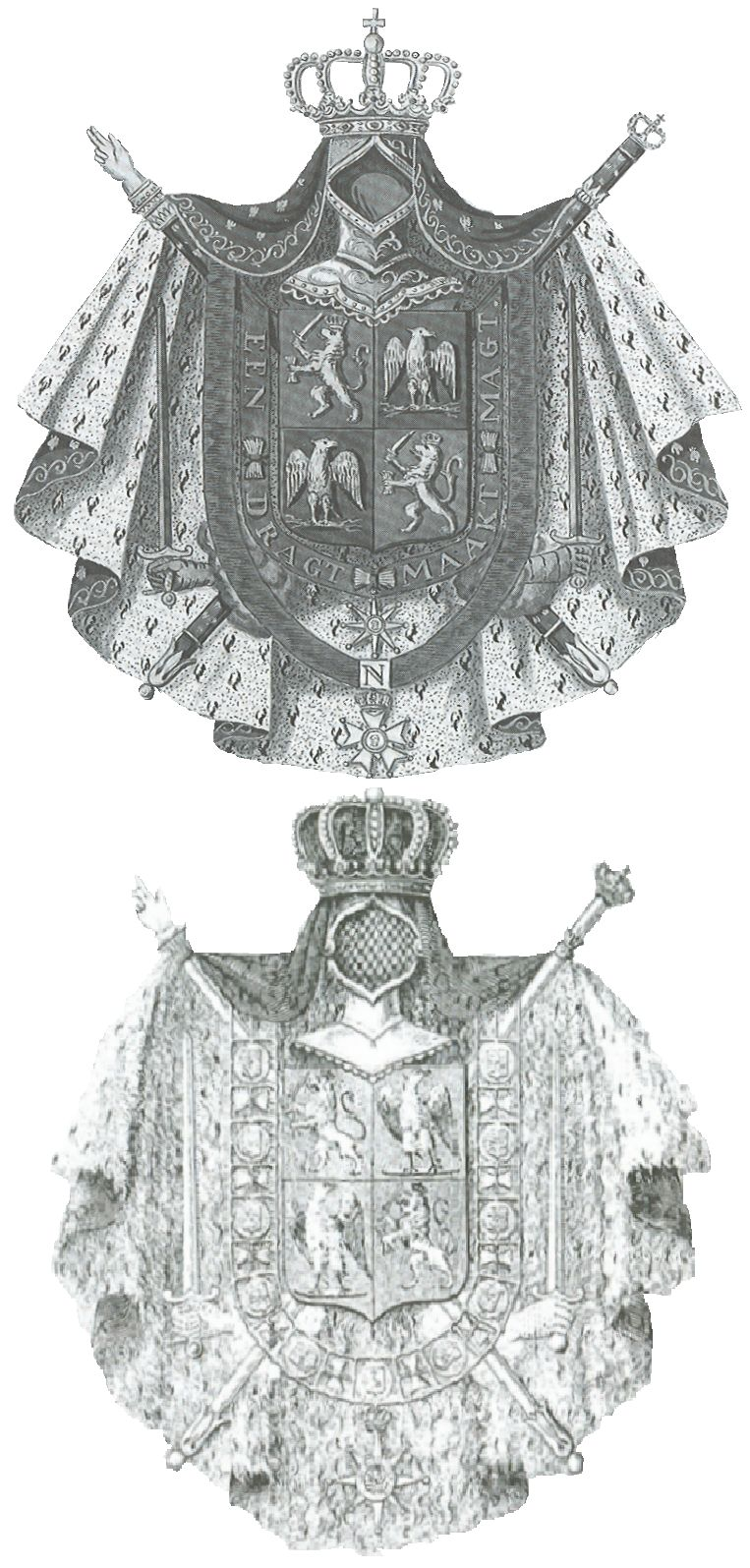
Wapens uit 1807 en 1808

De grootkruisen moesten hun kruis op bijzondere gelegenheden aan een massief gouden keten dragen.
Deze zware gouden keten bestond uit een centrale schakel in de vorm van een door het ordemotto omgeven kroon en 23 schakels. Elf van deze schakels vertonen fraai geëmailleerde wapens van de departementen van het Koninkrijk Holland. De andere schakels waren afbeeldingen van 12 door een lint samengebonden gouden pijlen zoals die, met een wisselend aantal pijlen, al sinds de regering van keizer Karel V een van de zinnebeelden van de Nederlanden zijn.
Op het portret van Dumonceau, de tekening en de twee bewaard gebleven ketens zijn de schilden van de provincies in steeds wisselende en kennelijk volstrekt willekeurige volgorde met kleine gouden kettinkjes aan de tussenliggende pijlenbundels bevestigd. Op de tekening hiernaast zien we ze in de volgorde Gelderland - Friesland - 's-Gravenhage (het departement "Maasland") - Groningen - Zeeland - Brabant - Overijssel - Utrecht - Drenthe - Oost-Friesland - Holland (het departement "Amstelland"). Een in 1923 in de buurt van Arnhem geveilde en in een particuliere verzameling in Frankrijk belande keten wijkt af van de afbeelding omdat zij niet geëmailleerd is.
De keten kostte 1575 gulden. Grootkruisen van de orde moesten deze voor eigen rekening bij de in Amsterdam werkzame Franse juwelier Alphonse-Pierre Giraud bestellen. Na overlijden mochten de nabestaanden de keten echter niet houden, maar moest het kleinood aan de kanselarij van de Orde van Verdienste worden gestuurd. De kanselarij stortte dan 1575 gulden op de rekening van de erfgenamen.
De koning bezat zelf een in 1809 door de Amsterdamse gebroeders Truffino vervaardigde keten met diamanten die hem 27.100 gulden heeft gekost. Bij zijn vlucht uit Holland bleef in het Paleis op de Dam een lege cassette achter. Er is voor zover bekend maar een enkele originele keten in een Franse verzameling bewaard gebleven. De keten in het museum van Fontainebleau is van verguld zilver en zal dus niet, zoals men daar stelt, aan Napoleon I hebben toebehoord. Het is moeilijk voor te stellen dat men de machtige Fransman een vergulde, in plaats van een gouden, keten schonk.

#### Onderscheidingen met briljanten
Enige malen werden de versierselen met diamanten bezet en in deze vorm uitgereikt. Christoph Erdmann Freiherr von Steube zu Schnaditz, ambassadeur van Württemberg, en Pierre-Guillaume Gratien, als Frans luitenant-generaal betrokken bij de gevechten die Hollandse en Franse troepen bij Stralsund tegen Zweden voerden, ontvingen een kostbaar, drie- en vierenhalf duizend gulden kostend, commandeurskruis.
Jean-Baptiste Nompère de Champagny, hertog van Cadore kreeg een voor meer dan elfduizend gulden aangeschaft grootkruis en kleinood met diamanten aangeboden maar weigerde deze aan te nemen omdat de door hem gevoerde onderhandelingen met Holland voor zijn land, Frankrijk, ongunstig waren verlopen. De versierselen werden daarop aan Willem Frederik Röell aangeboden die moest ontdekken dat men tijdens de omzwervingen in Frankrijk een deel van de edelstenen had gestolen. Daarop weigerde ook hij om de eretekenen aan te nemen.
Schout-bij-nacht Johan Arnold Bloys van Treslong kreeg een diamanten commandeursplaque en deelde deze eer met de bij het huwelijk van Napoleon I en Marie-Louise van Oostenrijk aanwezige Nederlandse adjudanten.

#### Kopieën uit het Tweede Keizerrijk
Tal van versierselen in particuliere en openbare verzamelingen zijn kopieën die ten tijde van het Tweede Franse Keizerrijk werden vervaardigd. De originele stempels van hofjuwelier Biennais in Parijs, leverancier van de meeste Hollandse onderscheidingen, werden tot rond 1900 gebruikt door verzamelaars om verguld zilveren kruisen te fabriceren. De in 1810 gedragen sterren zullen vrijwel zonder uitzondering geborduurd zijn geweest terwijl het centrale medaillon, en dat is bijzonder, een zilveren plaatje is. Dat er al tijdens het Koninkrijk Holland van geborduurde stralen met een zilveren medaillon vervaardigde sterren hebben bestaan is zeker. Metalen sterren met metalen stralen zijn volgens kenners als A. van Zelm van Eldik beslist niet origineel.
Er zijn verschillende borstkruisen van de commandeurs bekend. Dat valt te verklaren uit de chaotische ontstaansgeschiedenis en de verschillende werkwijzen van de verschillende Franse en Nederlandse borduurateliers of "brodeurs" en juweliers. Op het portret van de in 1807 benoemde Mr. Egbert Lewe van Middelstum is geen geborduurd kruis maar een massief zilveren kruis te zien. Misschien heeft Egbert Lewe het, waarschijnlijk verloren gegane, kruis naar een eigen ontwerp laten maken. De in februari 1807 voorgeschreven blauwe ring ontbreekt. Sommige in de tweede helft van de regering van Lodewijk Napoleon vervaardigde geborduurde borstkruisen dragen de zilveren letters "DW-E-ZN-O" op de met zilveren pailletten versierde armen.

#### Ordekleding
Het ordekostuum bestond uit een omgetoomde steek, een donkerblauwe jas met wit stiksel op de borst, zilveren bies en met negen knopen in met zilver omboorde knoopsgaten toegeknoopt, hoge rode boord, scharlakenrode omslagen en manchetten, witte chevrons op de jaspanden, witte kuitbroek en witte kousen. Er zijn geen kostuums bewaard gebleven maar er zijn wel vergulde en zilveren degens met op de stootplaat gegraveerde symbolen van de Orde van Verdienste en de Orde der Unie bekend. Een decreet waarin de kleding werd vastgesteld dateert van 16 november 1808. Daaruit blijkt dat deze kostbare kleding bij plechtigheden aan het hof voor alle ridders met uitzondering van geestelijken voorgeschreven was.
De leden van de orde moesten de ordetekenen steeds dragen wanneer zij in het openbaar verschenen. Aan het hof zal dat het geval zijn geweest maar er zijn portretten bewaard, waarop ridders een op een gesp of op een klein lint bevestigd miniatuur dragen.
De Grootkanselier heeft op verzoek van de koning de grootkruisen schriftelijk laten weten dat zij, wanneer de ster droegen, ook het ridderkruis in het knoopsgat moesten dragen. Voor de commandeurs gold deze bepaling niet. Dit kledingvoorschrift herinnert aan het protocol van het Legioen van Eer. De koning zelf droeg naast zijn ster een kruis aan het rode lint van het Legioen van Eer om zo zijn verbondenheid met Frankrijk te tonen.

#### Heraldiek van de Hollandse orde
De verbondenheid tussen Frankrijk en Holland kwam ook tot uitdrukking in het koninklijke wapen. Naar Frankrijk verwijzen de gouden bijen op de wapenmantel, de handen die zwaarden vasthouden (het attribuut van een "Grand Connétable van het Keizerrijk") en het grote lint van het Franse Legioen van Eer dat met de initiaal "N" werd versierd en een belangrijker plaats innam dan de aan een lint met de ordespreuk hangende Orde van de Unie.
In 1807 laat Lodewijk Napoleon alleen de keten van de eigen orde nog in zijn wapen opnemen. Hij laat de keten van het Legioen van Eer weg. Het is een teken van Lodewijks groeiende zin voor onafhankelijkheid van zijn grote en machtige broer. In de wetten en decreten is verder geen sprake van heraldiek gebruik van de versierselen. In de revolutie was het gebruik van een wapenschild verboden en de regering van de Bataafse republiek had nog maar kort tevoren duizenden wapenborden met heraldische afbeelding laten stukslaan. Veel wapens op gevelstenen, grafstenen en monumenten waren weggehakt of met loden plaatjes bedekt. Het gebruik van wapenschilden werd door de elite van Napoleons regime weer gepropageerd maar men moest aan dit oude symbool van erfelijke voorrechten nog erg wennen. Voor zover bekend werden het kruis en de keten van de orde niet om Hollandse wapenschilden gehangen.
De koning van Holland was zelf een uitzondering op de huiver voor de heraldiek. Hij heeft een wapen gevoerd dat aan de conventies van het ancien régime voldeed. De hand van justitie, de scepter en de gekroonde en wijd geopende helm zijn allen deel van de beeldentaal van de 18e-eeuwse papieren heraldiek.
Op 5 februari 1808 werd het eerste, op 20 mei 1807 vastgestelde koninklijke wapen vervangen. Ervoor in de plaats kwam een wapen dat de beide met een zwaard gewapende armen van een Grand Connétable van Frankrijk bewaarde, maar de verdere tekens van verbondenheid met Frankrijk en Napoleon schrapte. De keten van de Hollandse Orde, op dat moment "Koninklijke Orde van de Unie" geheten, bleef wel bestaan.

## Ridders van de Orde van de Unie
Na moeizame voorbereidingen kwam het kapittel van de Orde van Verdiensten op 24 december 1806 bijeen. De zes kapittelridders waren niet uit het midden van de ridders gekozen want die waren er nog niet. Op de derde zitting op 2 januari 1807 werden niet minder dan 294 ridders van het maximale aantal van 450 ridders benoemd.
Het statuut voorzag dat zij uit hun midden 50 commandeurs en 30 grootkruisen zouden kiezen. Daarvan werd voorlopig afgezien. Het kapittel droeg geen schildknapen ter benoeming voor. Hiermee kwam deze rang te vervallen.
Omdat het kapittel van de uitsluitend uit Grootkruisen bestaande Orde van de Unie nooit bijeenkwam en er geen enkel grootkruis werd benoemd, waren er geen praktische bezwaren tegen het verenigen van de twee ridderorden in een Koninklijke Orde van Holland.
Het Wetgevend Lichaam ging op 13 februari akkoord met het koninklijke voorstel en de ridders en het kapittel van de Orde van Verdiensten werden, zonder verdere plichtplegingen of ceremonie, de ridders en het kapittel van de Koninklijke Orde van Holland. De koning benoemde nog twee kapittelridders, Willem Frederik Röell en Willem Six van Oterleek. Het aantal kapittelridders kwam zo op negen waar de statuten een kapittel van zeven leden voorschreven.
Toen Lodewijk Napoleon zijn broer in een in onderdanige bewoordingen gestelde brief van 22 februari 1807 berichtte dat hij zijn ridderorden tot één had teruggebracht was de reactie furieus. De keizer achtte de orde "belachelijk", de afbeelding van een koning die in zijn zes maanden regering "niets gepresteerd had," mocht in zijn omgeving niet gedragen worden en hij verbood Fransen om de Hollandse decoratie aan te nemen.
Merkwaardigerwijs reageerde Napoleon milder op de stichting van andere "napoleontische Orden" in Napels, Westfalen en Spanje, die met de Hollandse orden de ietwat holle pracht en praal, het portret van de stichter zoals in het Koninkrijk Napels Joachim Murat en de diefstal van goederen van andere ridderorden gemeen hadden. Napoleon I accepteerde voor zichzelf een benoeming in de Orde van de Unie pas op 5 april 1810. Op dat moment was de liquidatie van het Koninkrijk Holland al een besloten zaak.

#### Benoemingen
Koning Lodewijk Napoleon wilde alleen "heren van stand" in zijn ridderorden opnemen. Lagergeplaatsten kregen medailles aan een lint met een passende tekst. Hoewel de voorschriften bepaalden dat "Burgers van alle standen en rangen welke door derzelver kunde, talenten, dapperheid en deugden aan het Vaderland diensten zullen bewezen hebben" voor een ridderorde in aanmerking kwamen, was de koning onaangenaam verrast toen bleek dat hij per ongeluk Jan van den Berg uit Gorinchem, bootsman en drager van de Doggersbank-medaille in zilver, had geridderd. Men ontnam de teleurgestelde bootsman zijn ridderkruis en zegde hem een vervangende medaille toe. Dat laatste werd gemakshalve "vergeten".
Deze ontneming is verwonderlijk omdat in 1807 in de statuten was bepaald dat "Dragers van de Doggersbank-medaille geregtigd waren leden van de Koninklijke Orde van Verdiensten" te zijn. Van een systematisch opnemen van deze pikbroeken is desondanks geen sprake geweest.
Om dapperheid te kunnen belonen zonder onderofficieren, soldaten en matrozen in de Orde van de Unie op te hoeven nemen werd in het decreet van 18 juni 1808 een Medaille voor Dapperheid gesticht.
Ook voor betoonde moed werd de Orde van de Unie geregeld, zij het dat ze alleen aan officieren zijn toegekend. Hollandse soldaten vochten tussen 1806 en 1810 zij aan zij met de Fransen in Duitsland en Spanje. Jan Justus Dingemans veroverde op de Dollard een Britse brik, de H.M.S. The Ferrerer. Toen hij de buitgemaakte Britse vlag op 19 mei 1807 aan de Hollandse koning aanbood ontving hij een ridderkruis. De Hollandse generaal Stewart John Bruce die op Walcheren zijn forten bij Bath en Haak zonder verzet aan de Engelsen had overgegeven overkwam op 3 augustus 1809 het omgekeerde; hij verspeelde niet alleen zijn rang maar ook zijn commandeurskruis.
De gevechten met Zweedse troepen bij Stralsund leverden een aantal militairen, allen officieren, een ridderkruis op, maar de orde kreeg nooit een zo sterk militair karakter als het Legioen van Eer dat voor negen-tiende uit soldaten bestond. Ongeveer de helft van de grootkruisen, een op de drie commandeurs en twee op de drie ridders in de Orde van de Unie, was militair.
De registers van de Orde van Verdienste en haar opvolgers zijn vrij nauwkeurig bijgehouden. Zij laten zien dat er 720 benoemingen zijn gedaan. De data waarop de koning de onderscheidingen toekende zijn niet altijd bekend. In een aantal gevallen is er sprake van homologatie van benoemingen door derden. Bij een officieel bezoek zond men een doos met kruisen vooruit die de gastheer dan naar eigen inzicht onder zijn familieleden en huishouding kon verdelen.

## Rol van de orde in de geschiedenis
De orde heeft in het Koninkrijk Holland een belangrijke maar korte rol gespeeld. Het oogmerk van Lodewijk Napoleon, het binden van notabelen aan zijn troon, werd bereikt en de orde was in Nederland populair. Dat kan men aflezen uit de vele portretten waarop zij werd gedragen en de tegenzin waarmee men de door de Franse keizer aangeboden vervanging, de Orde van de Reünie, aannam.
De orde heeft ook een rol gespeeld bij de acceptatie van de ridderorde als instituut. Koning Willem I der Nederlanden heeft ook bij het instellen van zijn Militaire Willems-Orde en Orde van de Nederlandse Leeuw geprofiteerd van het werk van zijn voorganger.
De orde heeft een kleine rol gespeeld bij de emancipatie van de Nederlandse joden. In het 18e-eeuwse Europa kwamen zij voor de kruisen van de orden die vrijwel allemaal een christelijke achtergrond bezaten niet in aanmerking. De koninklijke lijfarts of "consulterend geneesheer des Konings", de Amsterdamse arts Dr. Immanuel Cappadose werd op 24 april 1808 tot ridder in de Koninklijke Orde der Unie benoemd. Een verzoek van de onder aanvoering van doctor Hartog de Hartog Lémon van de Hoogduitse Gemeente afgescheiden Nieuwe Gemeente Adath Jessurun in Amsterdam, om "Joden alle voorrechten van de maatschappij te laten genieten en enkele geloofsgenoten met het kruis van de Koninklijke Ridderorde te begiftigen," werd afgewezen. Onder meer omdat de Hollandse koning ook afscheidingen binnen kerkgenootschappen al niet bevielen. Zo bleef het bij de benoeming van de Sefardische Jood Cappedose.
Vrouwen kwamen voor de Hollandse orden niet in aanmerking. Gouverneur-generaal Daendels van Nederlands-Indië die in februari 1807 vier commandeurs- en twaalf ridderkruisen toegezonden kreeg, waarvan hij er drie, respectievelijk vier naar eigen inzicht kon verlenen, heeft een extra commandeurskruis en tweeëntwintig ridderkruisen door juweliers in Batavia laten vervaardigen. Hij decoreerde op eigen gezag de regenten van Bangil, later van Toeban, en Tjanjoer en week zo af van het gebruik inlanders alleen Erepenningen te schenken.
Op de Nederlandse Antillen werden een enkele commandeur en twee ridders benoemd. De dominante positie van het gewest Holland, toen nog ongedeeld, blijkt uit de 167 van de 416 binnenlandse benoemingen die in die provincie werden gedaan. Drenthe kwam er met een enkele benoeming tot ridder bekaaid af.

## Einde van de orde

Wapen van het Koninkrijk Holland

De orde werd nooit opgeheven en na de annexatie van Holland op 9 juli 1810 werd zij nog gedragen. Napoleon greep tijdens een bezoek aan "zijn" paleizen in Amsterdam, nu de "Derde Stad van het Keizerrijk" na Parijs en Rome, en Het Loo in, door middel van het in Amsterdam getekende decreet van 18 oktober 1811 waarin de Orde van de Reünie werd ingesteld. In artikel 12 van dat decreet heet de Orde van de Unie "éteint et supprimé". De grootkruisen, commandeurs en ridders kregen dezelfde graad in de reusachtige, geheel napoleontisch Frankrijk omvattende Orde van de Reünie.
Men bleef de Orde van de Unie desondanks dragen. Napoleon verbood het dragen van de Hollandse orde in een decreet van 9 maart 1812. Na de eerste april 1812 wilde de Franse keizer de Hollandse orde niet meer in het openbaar gedragen zien.
Op 17 februari 1812 schreef de grootthesaurier van de Orde van de Reünie Van der Goes een brief aan de Franse maarschalk Jean-Baptiste Nompère de Champagny, hertog van Cadore, de Grootkanselier van de Orde van de Reünie. Beiden waren grootkruisen in de Orde van de Unie. In deze brief deed Van der Goes opgave, dat er 29 Hollandse en 45 vreemde grootkruisen, 69 Hollandse en 21 vreemde commandeurs en 478 Hollandse en 59 vreemde ridders in leven waren.
De keizer hield zich het recht voor om deze of gene uit te sluiten van benoeming. Lodewijk Napoleon was in de ogen van de keizerlijke broer te scheutig geweest met benoemingen in zijn ridderorde. Hij was zo fijngevoelig, of rancuneus, om zijn broer, nu "Graaf van Sint Leu", en diens twee zoons geen kruis van de Orde van de Reünie aan te bieden.
Er was weinig animo om de zelfgekochte eretekens in te leveren bij de Franse autoriteiten. Aan het einde van het Keizerrijk waren 11 kleinoden van grootkruisen, 36 commandeurskruisen en 265 ridderkruisen ingeleverd. Ze werden omgesmolten. De Orde van de Unie werd in het bij Frankrijk gevoegde Holland en in het Koninkrijk der Nederlanden weinig gedragen, maar er is ten minste één geval bekend van een ridder die het Legioen van Eer, de Orde van de Unie en de Orde van de Reünie naast elkaar op een gesp gemonteerd als Knoopsgatversiering op het revers van zijn jas droeg.
De afgetreden koning Lodewijk Napoleon droeg als enige zijn ster en grootlint tot zijn dood in 1846. Tijdens de regering van Napoleon III, al bij zijn geboorte grootkruis als koninklijk prins van Holland, was er in Parijs weer belangstelling voor de Hollandse ridderorde. Er werden naslagen van de ordetekens gefabriceerd die in de 20e eeuw als originelen verkocht werden.
Het overlijden van de laatste ridder, Napoleon III, op 9 januari 1873, sluit het boek van de Orde van de Unie.